# Yeray Martinez
Pour les articles homonymes, voir Martinez.
Yeray Martinez est un bodyboardeur espagnol originaire de Grande Canarie. Il participe à l'IBA World Tour 2011.